# Der Hund und das Stück Fleisch

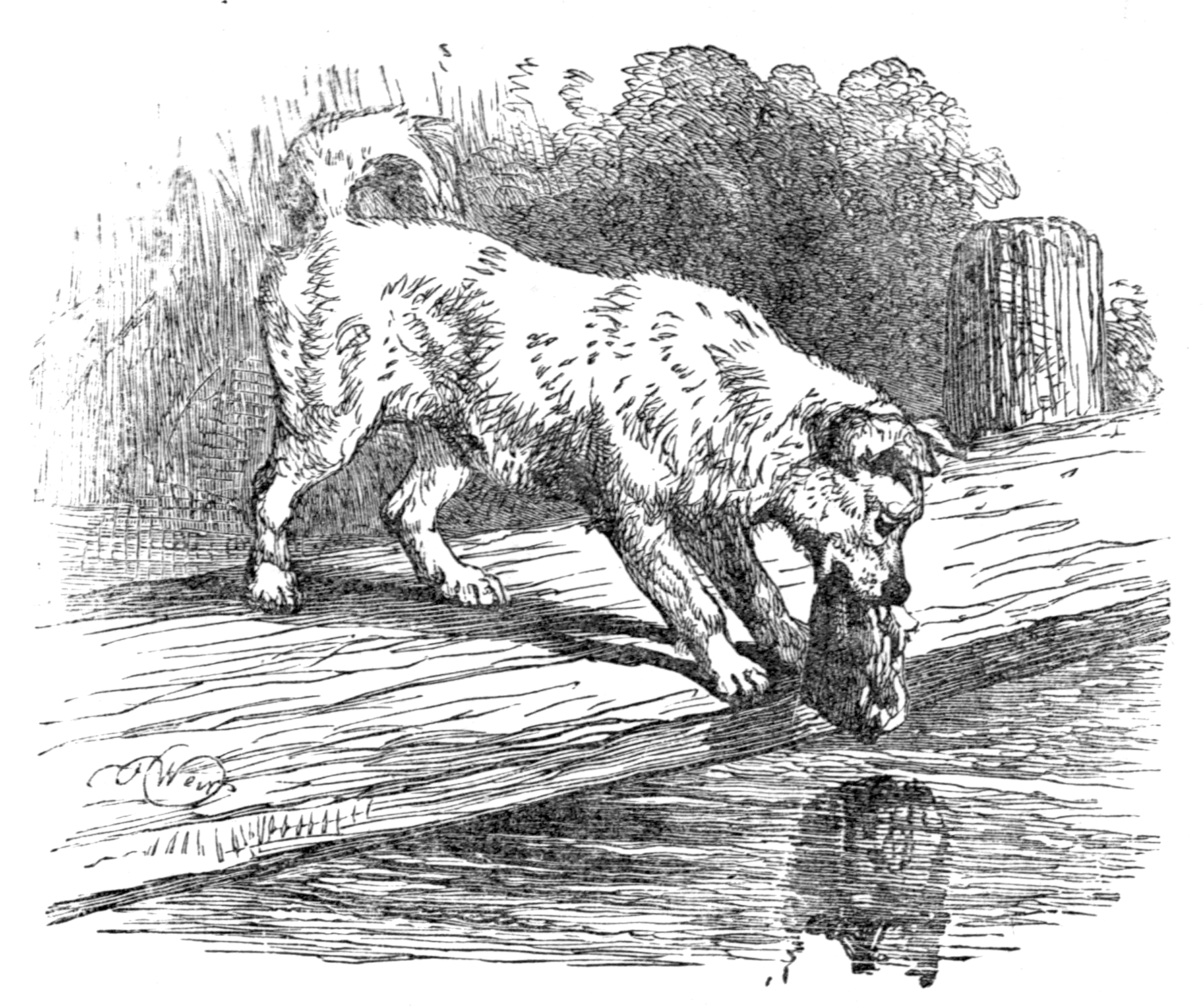
Bild: Harrison Weir – Three Hundred Aesop's Fables

Der Hund und das Stück Fleisch ist eine Fabel, die dem griechischen Fabeldichter Äsop zugeschrieben wird.

## Inhalt
Ein großer Hund hatte einem kleinen schwächlichen Hund ein dickes Stück Fleisch abgejagt. Als er mit seiner Beute über eine schmale Brücke lief, blieb er plötzlich stehen, denn er sah einen gierigen Hund mit seiner Beute. Das kam dem Hund gelegen, denn die Beute des anderen Hundes sah viel größer aus als seine eigene. Er stürzte sich in den Bach, um nach der anderen Beute zu greifen, doch er konnte den Hund mit dem Stück Fleisch nicht mehr finden, weil dieser verschwand. Plötzlich fiel ihm sein eigenes Stück Fleisch ein, das er zwischen seinen Zähnen gehabt hatte; er tauchte danach, doch es war vergeblich, er konnte es nicht mehr finden. So verlor er am Ende alles. Die Fabel zeigt damit die Auswirkungen von Habgier.